# Club Deportivo Armenia
El Club Deportivo Armenia fue un club de fútbol colombiano, de la ciudad de Armenia. Fue fundado en 1991 y jugó en la Categoría Primera B hasta 1992. El club fue uno de los precursores del torneo profesional de ascenso, participando de la temporada inaugural en 1991.

## Historia
A principios de los años 90, algunos dirigentes quindianos, intentaron crearle un rival al tradicional Deportes Quindío. Fue así como nació el Deportivo Armenia. Por sus filas pasaron algunas jóvenes promesas como el arquero Hoover Serna y los mediocampistas, Eddy Murillo, quien anotó 13 goles en 1992, y el finado Lucio España. Su primer técnico fue el exfutbolista vallecaucano Adolfo «El Rifle» Andrade.
Para el año 1992, el equipo de Armenia, jugó sus partidos de local en el Estadio Hernando Azcárate Martínez de la ciudad vallecaucana de Buga. Esta situación dio origen a que al año siguiente, 1993, cuando el club de Armenia desapareció, apareciera un nuevo equipo en la Categoría Primera B, el Guadalajara F. C., de Buga.

## Estadio
Estadio San José de Armenia, con capacidad para 12.000 personas inicialmente. Fue demolido y vuelto a construir. Actualmente tiene una capacidad para 2.000 personas.

## Uniforme
- Uniforme titular: Camiseta verde, mangas amarillas, pantalón verde, medias blancas.
- Uniforme alternativo: Camiseta blanca, pantalón verde, medias rojas.

## Datos del club
- Temporadas en 1.ª: 0
- Temporadas en 2.ª: 2 (1991-1992)
- Mejor puesto:
  - En Primera B: 8.º (1992)
- Peor puesto: 
  - En Primera B: 9.º (1991)